# QV.1
QV.1  — хмарочос в Перті, Австралія. Висота 40-поверхового хмарочосу дорівнює 163 метрам. Будівництво було розпочато в 1988 і завершено в 1991 році. Проект будинку було розроблено Гаррі Сейдлером і отримав велику кількість нагород за інноваційні розробки та енергоефективність.
Назва будинку QV.1 походить від латинського вислову Quo vadis (куди йдеш) і була використана в пам'ять про італійський фільм 1913 року з однойменною назвою.
По закінченню будівництва будинок був підданий нищівній критиці, за свій дизайн він був прозваний «Гігантський Lego-блок» і визнаний як «Найпотворніша будівля Перту». Але архітектор Гаррі Сейдлер назвав його: «Найкращим будинком, котрий він збудував».